# Desana
Desana je italská obec v provincii Vercelli v oblasti Piemont.
K 31. prosinci 2010 zde žilo 1 083 obyvatel.

## Sousední obce
Asigliano Vercellese, Costanzana, Lignana, Ronsecco, Tricerro, Vercelli